# 29. rozdanie nagród Złotych Malin
29. rozdanie nagród Złotych Malin za rok 2008, odbyło się 21 lutego 2009 roku, tradycyjnie na dzień przed Oscarową galą.
Maliny to coroczne przyznawane nagrody dla najgorszych produkcji, ich twórców oraz aktorów.
W tym roku najwięcej nominacji otrzymał film Guru miłości z Mikiem Myersem i Jessicą Albą w rolach głównych. Trzykrotnie nominowana została skandalistka Paris Hilton. Trzema nominacjami uzyskał niemiecki reżyser Uwe Boll, który również otrzymał specjalną nagrodę za dno osiągnięte w 2008 roku.
Najwięcej nagród, w tym dla najgorszego filmu roku otrzymał obraz Guru miłości z Mikiem Myersem. Trzy nagrody powędrowały dla Paris Hilton, która okazała się najlepszą z najgorszych we wszystkich kategoriach w których była nominowana. Uwe Boll został laureatem dwóch statuetek.

## Laureaci i nominowani
Laureaci nagród wyróżnieni są wytłuszczeniem

### Najgorszy film roku
- Guru miłości
- Totalny kataklizm i Poznaj moich Spartan
- Zdarzenie
- Muza i meduza
- Dungeon Siege: W imię króla

### Najgorszy aktor
- Mike Myers − Guru miłości
- Larry the Cable Guy − Świadek bezbronny
- Eddie Murphy − Mów mi Dave
- Al Pacino − 88 minut i Zawodowcy
- Mark Wahlberg − Zdarzenie i Max Payne

### Najgorsza aktorka
- Paris Hilton − Muza i meduza
- Jessica Alba − Oko i Guru miłości
- Annette Bening, Eva Mendes, Debra Messing, Jada Pinkett Smith i Meg Ryan − Kobiety
- Cameron Diaz − Co się zdarzyło w Las Vegas
- Kate Hudson − Nie wszystko złoto, co się świeci i Dziewczyna mojego kumpla

### Najgorszy aktor drugoplanowy
- Pierce Brosnan − Mamma Mia!
- Uwe Boll − Postal
- Ben Kingsley − Guru miłości, Wojenny biznes i The Wackness
- Burt Reynolds − Rozdanie i Dungeon Siege: W imię króla
- Verne Troyer − Guru miłości i Postal

### Najgorsza aktorka drugoplanowa
- Paris Hilton − Repo! The Genetic Opera
- Carmen Electra − Totalny kataklizm
- Kim Kardashian − Totalny kataklizm
- Jenny McCarthy − Świadek bezbronny
- Leelee Sobieski − 88 minut i Dungeon Siege: W imię króla

### Najgorsza ekranowa para
- Paris Hilton i Christine Lakin lub Joel David Moore − Muza i meduza
- Uwe Boll i jakikolwiek aktor, kamera lub scenariusz
- Cameron Diaz i Ashton Kutcher − Co się zdarzyło w Las Vegas
- Larry the Cable Guy i Jenny McCarthy − Świadek bezbronny
- Eddie Murphy w Eddiem Murphym − Mów mi Dave

### Najgorszy prequel, sequel, remake lub plagiat
- Indiana Jones i Królestwo Kryształowej Czaszki
- Dzień, w którym zatrzymała się Ziemia
- Totalny kataklizm i Poznaj moich Spartan
- Speed Racer
- Gwiezdne Wojny: Wojny klonów

### Najgorszy reżyser
- Uwe Boll − Szczury tunelowe, Dungeon Siege: W imię króla i Postal
- Jason Friedberg i Aaron Seltzer − Totalny kataklizm i Poznaj moich Spartan
- Tom Putnam − Muza i meduza
- Marco Schnabel − Guru miłości
- M. Night Shyamalan − Zdarzenie

### Najgorszy scenariusz
- Mike Myers i Graham Gordy − Guru miłości
- Jason Friedberg i Aaron Seltzer − Totalny kataklizm i Poznaj moich Spartan
- M. Night Shyamalan − Zdarzenie
- Heidi Ferrer − Muza i meduza
- Doug Taylor − Dungeon Siege: W imię króla

### Nagroda specjalna
- Uwe Boll − za dno osiągnięte w 2008 roku